# 2018년 미국 우편 폭탄 미수 사건
2018년 미국 우편 폭탄 미수 사건은 미국에서 중간 선거를 앞두고 버락 오바마 전 대통령과 빌 클린턴 전 대통령, 힐러리 클린턴 전 장관의 자택 앞으로 보내진 우편물에서 폭발물로 의심되는 장치가 발견될 때마다 미국 방송사 CNN 지국이 있는 뉴욕 타임워너센터에서도 폭발물 의심의 우편물이 발견되는 사건이다.

## 사건
| 날짜      | 대상               | 위치                         |
| --------- | ------------------ | ---------------------------- |
| 10월 22일 | 조지 소로스        | 뉴욕주 카토나                |
| 10월 23일 | 힐러리 클린턴      | 뉴욕                         |
| 10월 24일 | 버락 오바마        | 워싱턴 DC                    |
| 10월 24일 | 에릭 홀더          | 플로리다 주 선 사이즈        |
| 10월 24일 | 맥신 워터스        | 로스 앤젤레스                |
| 10월 24일 | 맥신 워터스        | 워싱턴 DC                    |
| 10월 24일 | 존 오 브레넌(CNN)  | 뉴욕 타임워너센터            |
| 10월 24일 | 조 바이든          | 윌밍턴 (델라웨어주)          |
| 10월 25일 | 조 바이든          | 뉴캐슬 (델라웨어주)          |
| 10월 25일 | 로버트 드 니로     | 뉴욕                         |
| 10월 26일 | 제임스 클래퍼(CNN) | 뉴욕                         |
| 10월 26일 | 코리 부커          | 플로리다 우체국              |
| 10월 26일 | 카멀라 해리스      | 캘리포니아 새크라멘토 우체국 |
| 10월 26일 | 톰 스테이어        | 벌링게임 (캘리포니아주)      |

## 사건 이후
뉴욕 타임스에 따르면, 조지 소로스의 자택으로 보내진 우편은 폭발성 분말로 가득 채워진 약 6 인치 (150mm) 길이의 파이프로 만들어졌으며 폭탄 처리 기술자들에 의해 사전에 폭발되었다.
FBI는 수사를 국내 테러로 취급하고 있다. 추가로“용의자가 보낸 소포는 장난감이 아닌 잠재적인 폭발성 물질을 담고 있다”며 "추가로 소포가 발견될 수도 있다" 고 밝혔다.

## 조사
FBI 등 미 수사 당국은 동일범의 소행 가능성을 염두에 두고 범인 검거를 위한 수사를 미 전역에서 조사 진행 중이다.
조사결과 각 장치들은 6인치 PVC 파이프와 소형 시계, 배터리, 전선 등으로 구성되어 있었다.

## 검거
미국에서 민주당 진영을 대상으로 한 폭발물 소포 연쇄 배달 사건의 유력한 용의자 56살 시저 세이약이 플로리다 주에서 체포되었다. 소포에서 채취된 지문 등 DNA로 신원을 추적한 결과 공화당원으로 절도와 마약에 폭발물 사용 위협 등의 범죄 이력이 밝혀지게 되었다. 그는 지난 30년간 1991년, 2013년, 2014년에 유죄 판결을 받아 불법 사제 폭탄 및 마약 소지 혐의로 여러 차례 체포된 전과가 있었다. 함께 압수된 용의자의 차량 차창에는 트럼프 대통령을 지지하고 클린턴 전 국무장관 등을 공격하는 스티커들로 가득했다.

### 혐의
도로교통방해, 불법사제 폭탄 소지, 미국 전직 대통령 및 언론인과 정치인 테러시도, 정보통신위반, 경찰폭행

## 같이 보기
- 테러
- 편지 폭탄
- 보스턴 마라톤 폭탄 테러